# César Aira

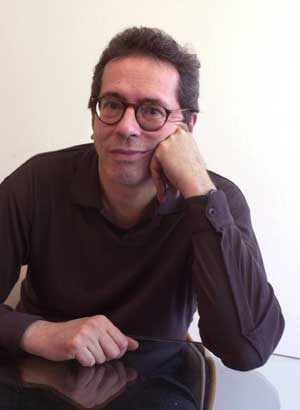
César Aira (2012)

César Aira (* 23. Februar 1949 in Coronel Pringles, Provinz Buenos Aires) ist ein argentinischer Schriftsteller und Übersetzer. Sein Markenzeichen sind Kurzromane um die hundert Seiten, von denen er seit etwa 1992 drei bis vier pro Jahr in lateinamerikanischen und spanischen Verlagen veröffentlicht.

## Leben
César Aira wuchs in der Pampa auf. Er lebt seit 1967 in Buenos Aires. 1971 wurde er als Teilnehmer einer Studentenversammlung festgenommen und für drei Wochen inhaftiert, er bezeichnete sich später als unpolitischen Menschen.
Aira war zunächst als Übersetzer tätig und übersetzte unter anderem Franz Kafka und Stephen King. In einem im November 2009 in der mexikanisch-spanischen Zeitschrift Letras Libres veröffentlichten Interview antwortete er auf die Frage, warum er im Literaturbetrieb eher als Außenseiter gelte, der für Eingeweihte, aber nicht für ein großes Publikum schreibe, dass er zu der Sorte Schriftsteller gehöre, die zwar immer Leser haben, aber vereinzelte, die nicht zu einem Publikum werden, auf das Herausgeber zählen, wenn sie Geld verdienen wollen.
César Aira hält Seminare über Literatur, so an der Universidad de Buenos Aires (über Raúl Damonte alias Copi, Arthur Rimbaud) und an der Universidad de Rosario (über den Konstruktivismus, Stéphane Mallarmé). Er hielt die Eröffnungsrede beim Internationalen Literaturfestival Berlin 2016.

## Ehrungen
2016 wurde Aira mit dem Premio Iberoamericano de Narrativa Manuel Rojas ausgezeichnet.

## Werke

### Belletristik
- Continuación de ideas diversas, Universidad Diego Portales, Santiago de Chile 2014, ISBN 978-956-314-260-0.
- Triano, 8vo loco y Alto Pogo, Buenos Aires 2014.
- Artforum, Blatt & Ríos, Buenos Aires 2014, ISBN 978-987-36-1616-7.
- Biografía, Mansalva, Buenos Aires 2014.
- Margarita : (un recuerdo), Mansalva, Buenos Aires 2013, ISBN 978-987-1474-87-5.
- Tres historias pringlenses, Ed. Biblioteca Nacional, Buenos Aires 2013, ISBN 978-987-1741-79-3.
- El mármol, La Bestia Equitálera, Buenos Aires 2011, ISBN 978-987-1739-10-3.
- El divorcio, Mansalva, Buenos Aires 2010, ISBN 978-987-1474-27-1.
- Las noches de Flores. Random House Mondadori, Barcelona 2004.
  - dt.: Die Nächte von Flores. Übersetzt von Klaus Laabs. Ullstein, Berlin 2009, ISBN 978-3-546-00445-9.
- El pequeño monje buddista, Mansalva, Buenos Aires 2006, ISBN 978-987-22648-4-0.
  - deutsch: Der kleine buddhistische Mönch (= Bibliothek César Aira, Bd. 5). Herausgegeben und übersetzt von Klaus Laabs. Matthes & Seitz, Berlin 2015, ISBN 978-3-95757-080-2.
- El cerebro musical, Eloísa Cartonera, Buenos Aires 2005.
- El todo que surca la nada, Eloísa Cartonera, Buenos Aires 2003.
  - dt.: Das Alles, das das Nichts furcht. Übersetzt von Georg Pichler. In: Wespennest, Heft 151: Argentinien nach der Krise, Wien, 2008, ISBN 978-3-85458-151-2.
- Varamo. Anagrama, Barcelona 2002, ISBN 84-339-2499-0.
  - dt.: Die nächtliche Erleuchtung des Staatsdieners Varamo. Übersetzt von Matthias Strobel. Nagel & Kimche, München 2006, ISBN 3-312-00368-7.
- La pastilla de hormona, Belleza y Felicidad, Buenos Aires 2002.
  - dt.: Die Hormonpille. Übersetzt von Klaus Laabs. In: die horen, Heft 238, Bremerhaven 2010.
- Un episodio en la vida del pintor viajero. Viterbo, Rosario 2000, ISBN 950-845-088-6.
  - dt.: Humboldts Schatten. Nagel & Kimche, München 2003. Übersetzt von Matthias Strobel, Nachwort von Ottmar Ette, ISBN 3-312-00321-0.
  - dt.: Eine Episode aus dem Leben eines Reisemalers (= Bibliothek César Aira, Bd. 3). Übersetzt von Christian Hansen. Matthes & Seitz Berlin, Berlin 2016, ISBN 978-3-95757-140-3.
- El congreso de literatura. Universidad de Merida, Merida (Venezuela), 1997.
  - dt.: Der Literaturkongress. Übersetzt von Klaus Laabs. Ullstein, Berlin 2012, ISBN 978-3-550-08887-2.
- La mendiga, Grijalbo Mondadori, Buenos Aires 1998, ISBN 987-97211-1-X.
- La prueba, Grijalbo Mondadori, Barcelona 1998.
  - dt.: Der Beweis (= Bibliothek César Aira, Bd. 2). Herausgegeben und übersetzt von Klaus Laabs. Matthes & Seitz, Berlin 2015, ISBN 978-3-95757-080-2.
- La liebre. Emecé, Buenos Aires 1991, ISBN 950-04-1084-2.
- Los misterios de Rosario. Emecé, Buenos Aires 1994, ISBN 950-04-1413-9.
- Fragmentos de un diario en los Alpes, Beatriz Viterbo Editora, Rosario, 1993.
- Cómo me hice monja. Viterbo, Rosario 1993.
  - dt.: Wie ich Nonne wurde (= Bibliothek César Aira, Bd. 1). Herausgegeben und übersetzt von Klaus Laabs. Matthes & Seitz, Berlin 2015, ISBN 978-3-95757-080-2.
- Embalse. Emecé, Buenos Aires 1992, ISBN 950-04-1128-8.
  - dt.: Stausee. Übersetzt von Maria Hoffmann-Dartevelle. Droschl, Graz 2000, ISBN 3-85420-541-4.
- Los fantasmas. Grupo Editor Latinoamericano, Buenos Aires 1990, ISBN 950-694-116-5.
  - dt.: Gespenster. Übersetzt von Klaus Laabs. Ullstein, Berlin 2010, ISBN 978-3-550-08824-7.
- Cecil Taylor. Mansalva, Buenos Aires 1988, ISBN 978-987-1474-42-4.
  - dt.: Cecil Taylor. Übersetzt von Stefanie Karg. In: Burkhard Pohl, Patricio Pron (Hg.): Zerfurchtes Land. Neue Erzählungen aus Argentinien. Hainholz, Göttingen 2002, ISBN 3-932622-85-5.
- Ema, la cautiva. Editorial de Belgrano, Buenos Aires 1981.
  - dt.: Die Mestizin. Übersetzt von Matthias Strobel. Nagel & Kimche, München 2004, ISBN 3-312-00341-5.
- Duchamp in Mexiko (= Bibliothek César Aira, Bd. 4). Essays. Übersetzt von Klaus Laabs, Matthes & Seitz Berlin, Berlin 2015, ISBN 978-3-95757-139-7.

### Essays und Publizistik
- Edward Lear, Beatriz Viterbo Editora, Rosario, 2004
- Las tres fechas, Beatriz Viterbo Editora, Rosario, 2001
- Diccionario de autores latinoamericanos, Emecé, Buenos Aires, 2001, ISBN 950-04-2205-0.
- Alejandra Pizarnik, Beatriz Viterbo Editora, Rosario, 1998
- Taxol: precedido de Duchamp en México y La broma, Simurg, Buenos Aires, 1997
- Copi, Beatriz Viterbo Editora, Rosario, 1991

### Dramatik
- Madre e hijo, BAJO LA LUNA, 2004, ISBN 978-950-99929-7-9